# Bazum-Gebirge
Das Bazum-Gebirge (armenisch Բազումի լեռնաշխթա; russisch Базумский хребет) ist ein Gebirgszug im zentralen Abschnitt des Kleinen Kaukasus.
Das Bazum-Gebirge erstreckt sich über eine Länge von ungefähr 70 km in West-Ost-Richtung nördlich des oberen Pambak-Tals. Nördlich verläuft das Tal des Dsoraget. Der Fluss Pambak durchschneidet den östlichen Teil des Bazum-Gebirges in nördlicher Richtung. Noch weiter östlich befindet sich der höchste Berg des Gebirgszugs, der Chalab, mit einer maximalen Höhe von 3016 m. Im äußersten Westen befindet sich der etwas niedrigere Urasar (2992 m). Die Fernstraße M3 führt bei Bazum über den mittleren Abschnitt des Bergkamms. Die Straße verläuft durch den Stepanavantunnel unter dem 2037 m hoch gelegenen Puschkin-Pass hindurch.
Das Gebirge besteht hauptsächlich aus Sedimentgestein vulkanischen Ursprungs sowie Intrusionen aus Granit. Die Berghänge sind überwiegend von Waldsteppe bedeckt. In den Gipfellagen wächst subalpine und alpine Vegetation. In der Pambak-Schlucht kommt Sommergrüner Laubwald vor.

## Berge (Auswahl)
Im Folgenden sind eine Reihe von Gipfeln entlang des Hauptkamms des Bazum-Gebirges sortiert in West-Ost-Richtung aufgelistet:
- Urasar (2992 m) (⊙)
- Chalab (3016 m) (⊙)